# Daniel Kopeinik
Daniel Kopeinik (* 11. März 1995 in Hall in Tirol) ist ein Tech-Unternehmer und ehemaliger österreichischer Kunstturner. Er war Mitglied des Nationalkaders und ist CEO und Co-Founder der wependio GmbH & der wesualy GmbH.

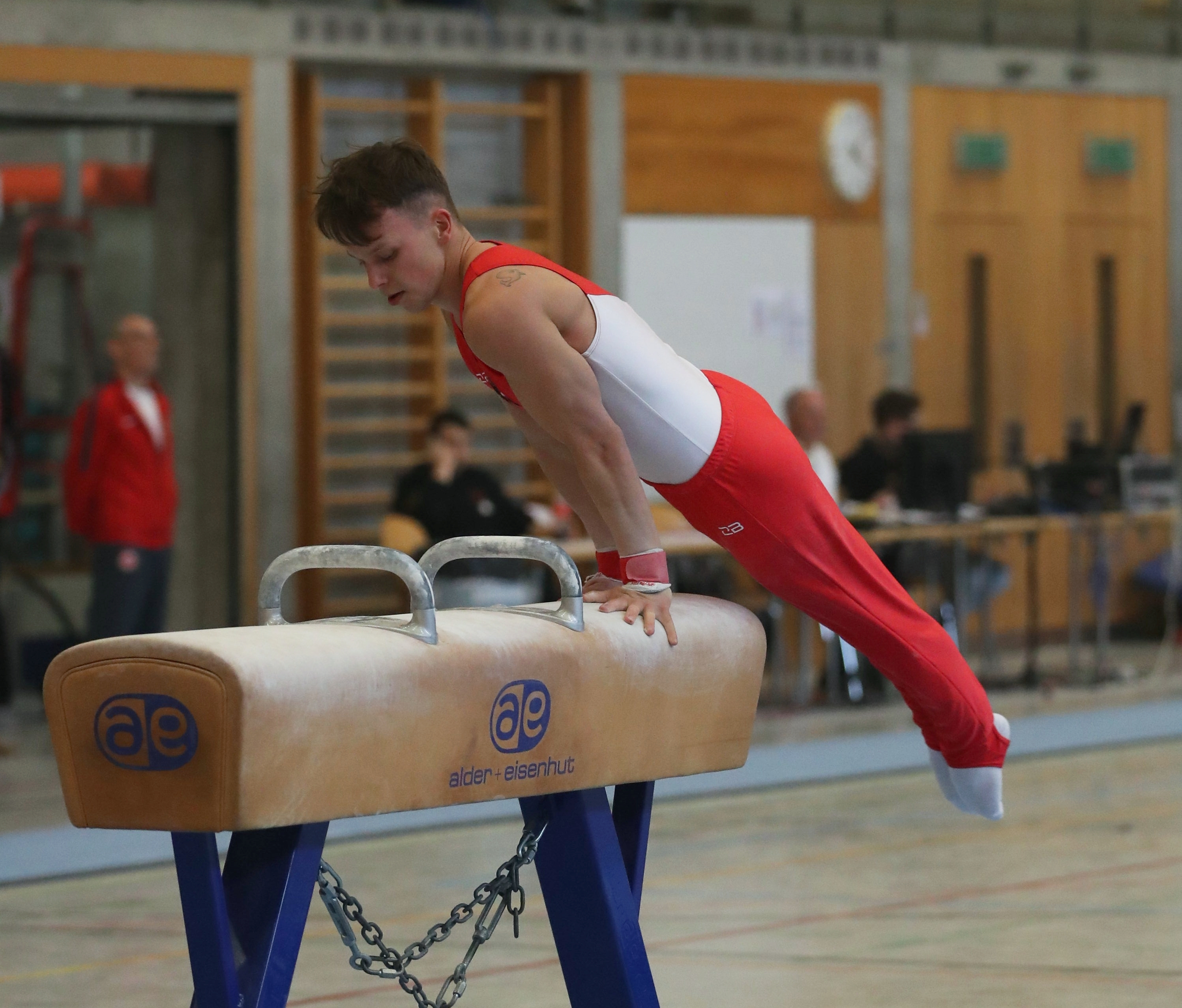
Daniel Kopeinik, 2019

## Werdegang
Daniel Kopeinik ist der Sohn von Elisabeth und Gerhard Kopeinik und begann mit dem Turnsport schon in jungen Jahren. Er startete seine Karriere im Turnverein Wattens und wurde dann für das Kunstturn-Leistungszentrum im O-Dorf gescoutet.
Kopeinik absolvierte Berufsausbildungen zum Einzelhandelskaufmann und zum Großhandelskaufmann sowie im Sportmanagement. Sportlich spezialisierte er sich 2016 auf das Pauschenpferd als Einzelgerät. Hier erzielte er seitdem seine größten Erfolge national sowie auch international. Am 15. Juli 2020 stellte er einen Weltrekord auf, als er an einem Wettkampf-Pauschenpferd innerhalb einer Minute insgesamt 35 Russenwendeschwünge turnte.

## Vermögen & Anteile
Kopeinik ist im Besitz von Immobilien sowie mehreren Anteilen bei verschiedenen Unternehmungen im Tech- & KI-Bereich mit internationalen Kunden. Seine Vergangenheit im asiatischen Raum verstärkte sein Netzwerk.

## Erfolge
- Weltcup-Finale in Guimarães: 6. Platz[5]
- Weltcup-Finale in Szombathely: 5. Platz
- Weltcup in Osijek (Worldclass): 11. Platz
- EM-Teilnehmer 2016 und 2018[6]
- L'EuroGym Pacé (Frankreich) 1. Platz
- Junioren-EM-Teilnehmer 2012 in Montpellier
- Dreifacher Staatsmeister am Pauschenpferd (2014, 2018, 2019)[6]
- Mehrfacher Tiroler-Meister[1]